# Louay Chanko
Louay „Lolo” Chanko (ur. 29 listopada 1979 w Södertälje) – szwedzko-syryjski piłkarz występujący na pozycji pomocnika. W reprezentacji Szwecji zadebiutował 13 stycznia 2008 w wygranym 1:0 meczu z Kostaryką, jednak następnie rozpoczął występy w reprezentacji Syrii.